# JCベイリー

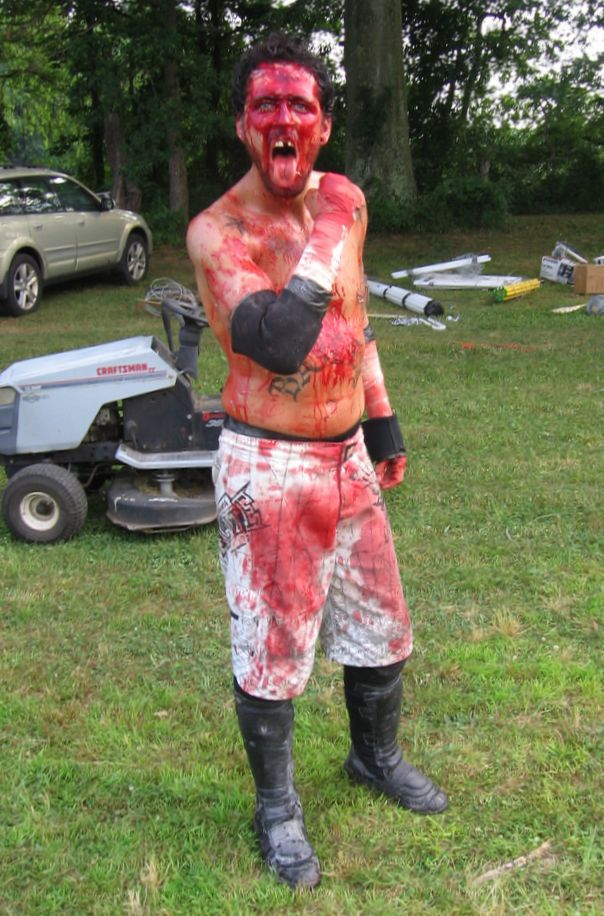
JCベイリー

JCベイリー（JC Bailey、1983年8月23日 - 2010年8月30日）は、主に2000年代に活動したアメリカ合衆国出身のハードコアレスラー。身長約183cm、体重約86kg。本名をジョセフ・カール・ベイリー・ジュニア(Joseph Carl Bailey, Jr.)といい、コンバット・ゾーン・レスリング(CZW)やIWAミッドサウスなどと言ったハードコア系のプロレス団体で行われるデスマッチトーナメントの常連で、軽量級ながら我が身を省みない自虐的な攻撃でファンから人気を得てきた。

## 来歴
ケンタッキー州のルイビル出身で、トレイシー・スマザーズのトレーニングを受けて2001年にプロレスラーとしてのデビューを行った。
2003年の6月14日―イアン・ロッテンとコーポラル・ロビンソンとともに、IWAミッドサウスの代表としてCZWへの殴り込みを敢行。これが自身のCZWへの初登場であった。 そしてこの年にそのCZWのトーナメント・オブ・デス(TOD)に初出場してからというもの、2004年〜2005年〜2006年とこの大会に欠かさず参戦し続けた。更には2007年の9月に開かれた『ファスト・フォワード』という名の番外のTODにも参戦した。
TODに参戦し始めた2003年にあっては、同時にIWAミッドサウスのキング・オブ・ザ・デスマッチ(KOTDM)にも参戦し始めた。初参戦となった2003年の大会にあっては、まず蛍光灯と有刺鉄線テーブルとを用いたデスマッチで2・タフ・トニーを下し、次に蛍光灯棺桶デスマッチでネクロ・ブッチャーを下し、更には観客持参凶器デスマッチでイアン・ロッテンを下して決勝へ。やがて決勝戦でマッドマン・ポンドと有刺鉄線金網デスマッチを戦い、敗退。
その翌2004年にもKOTDMに参戦したものの、観客持参凶器デスマッチでまたもポンドに敗れ、1回戦目で敗退。続けて2005年にも参戦し、ネクロ・ブッチャーとともに決勝戦まで勝ち進むも、やがてトビー・クラインに敗れ去る。自身4度目の参戦となった2006年の大会にあっては、裸足画鋲デスマッチでドレイク・ヤンガーを下すも、次の有刺鉄線/ロブスタープールデスマッチでミッチ・ペイジに下されたことで、そのまま敗退という結果に終わった。
2004年の12月に開かれたCZWの『ケージ・オブ・デス6』にあっては、クリス・キャッシュ∽ネイト・ウェッブ∽セクシー・エディーとともに『チーム・キャッシュ』という軍団を結成し、CZWのタッグ王座を獲得。更には2005年に創設されたCZWウルトラバイオレントアンダーグラウンド王座の初代獲得者へ。すぐさまイアン・ロッテンからの挑戦を退けたのちに、ジョン・ザンディグ〜ネクロ・ブッチャーの手へと渡ったこの王座を同年内に取り返した。
2006年の8月にレッスルエキスポ2006を通して日本へ。この大会では5名対5名のバトルロイヤルを行い、マッドマン・ポンドを下し、2・タフ・トニーに敗れた。それから間もなくしてIWAイーストコーストのデスマッチ選手権―マスターズ・オブ・ペインに参戦し、2・タフ・トニーとコーポラル・ロビンソンを破って勝ち進んだものの、決勝戦で葛西純を相手に敗れ去った。
2007年に地元のウォルマートの店舗からテレビを盗んで逮捕された。この犯行と違法薬物所持に係る複数の余罪とにより、この年から刑務所に収監され、それからしばらくの間にわたって活動を休止。その刑期については10年に及ぶものであるとの裁判記録の情報が寄せられてはいたものの、2010年の前半期にありCZWを舞台として復帰を果たした。
そしてこの年のちょうど半ばという頃に例年のKOTDMが開幕すると、2006年の出場以来4年ぶりとなったこの大会への参戦を行い、イアン・ロッテン〜ニック・ゲージ〜ボールズ・マホニーという順に有刺鉄線や蛍光灯を用いたデスマッチを勝ち抜き、そして決勝戦の有刺鉄線／通電蛍光灯デスマッチにてデボン・ムーアを制圧。かくして自身5度目の出場にして遂にこの大会の覇者の座を獲得したのであった。同年の8月30日の早朝、自宅で死亡している姿が父親によって発見された。27歳没。死因は公表されていない。

## 得意技
- ラットトラップ[3]
- スーパーみちのくドライバーⅡ[3]
- フィッシャーマンバスター[3]

いわゆる逆得意技として、倒れているところを相手に足をつかまれ、ガラスなどの破片やガビョウの上を引きずり回されるのがお決まりとなっていた。